# 黃治維
黃治維（1982年3月29日—），臺灣民主進步黨籍政治人物，現任臺東縣議員。1982年出生於臺東縣台東市，2006年畢業於國立中正大學化學工程研究所，曾任職於聯華電子公司微影製程工程師、長春人造樹脂廠製程工程師，2014年當選臺東縣臺東市新生里第20屆里長。2018年代表民進黨參選臺東縣第一選舉區議員，順利當選為臺東縣議會唯一一席民進黨議員。2022年競選臺東縣議員尋求連任，順利連任臺東縣議會第20屆議員。

## 選舉紀錄
| 年度 | 選舉屆數               | 選舉區             | 所屬政黨   | 得票數 | 得票率 | 當選標記 | 備註 |
| ---- | ---------------------- | ------------------ | ---------- | ------ | ------ | -------- | ---- |
| 2014 | 第二十屆新生里里長選舉 | 臺東縣臺東市新生里 | 民主進步黨 | 1,586  | 43.46% |          |      |
| 2018 | 第十九屆臺東縣議員選舉 | 臺東縣第一選舉區   | 民主進步黨 | 2,984  | 6.49%  |          |      |
| 2022 | 第二十屆臺東縣議員選舉 | 臺東縣第一選舉區   | 民主進步黨 | 3,004  | 7.09%  |          |      |

## 社會參與
- 2018年第一次當選議員後，宣布捐出全數選舉補助款[3]，分別提供給台東地區六個公益團體。
- 2022年連任議員後，再次宣布捐出全額選舉補助款，作為台灣自閉兒家庭關懷協會興建星願大樓基金。